# Jeszcze raz (album WSZ-CNE)
Jeszcze raz – drugi album studyjny duetu hip-hopowego WSZ-CNE. Wydawnictwo ukazało się 13 października 2005 roku nakładem wytwórni muzycznej Wielkie Joł. W ramach promocji do utworów "Gangsterka", "Jeszcze raz" oraz "Pierwiastek" zostały zrealizowane teledyski. Gościnnie w nagraniach wzięli udział: Numer Raz, Jajonasz, HST, Ania Sool, AbradAb, Joka, Gutek, Tede, Kołcz, Monika Brodka, Kaszalot oraz RDW.
W utworze "Gangsterka" CNE nawiązał do osoby Freeze'a (1971-2001), rapera związanego w latach 90. XX w. z formacją Mop Skład.

## Lista utworów
Opracowano na podstawie materiału źródłowego.
1. "Intro" - 0:11
2. "Fałszywa skromność" (prod.: Tede) - 2:54
3. "Anioł i diabeł" (prod.: Młody Grzech) - 3:08
4. "Kolor szary" (gościnnie: Numer Raz, prod.: Eraefi) - 3:17
5. "Jeszcze raz" (prod.: Matheo) - 3:55
6. "Dobry rap (skit)" - 0:27
7. "Dobry rap" (gościnnie: Jajonasz, HST, prod.: Matheo) - 3:50
8. "Pierwiastek" (gościnnie: Ania Sool, prod.: Matheo) - 5:21
9. "Baku baku potęga" (gościnnie: AbradAb, Joka, Gutek, prod.: Eraefi) - 6:22
10. "Sen (skit)" - 0:26
11. "Gangsterka" (prod.: Matheo) - 3:53
12. "Pomóż" (prod.: Eraefi) - 3:50
13. "No witam!" (gościnnie: Tede, Kołcz, prod.: Matheo) - 4:30
14. "Horoskop" (gościnnie: Monika Brodka, prod.: Sisquad) - 3:48
15. "Melanż i praca" (gościnnie: Kołcz, Kaszalot, RDW) - 3:33